# Jamesbrittenia candida
Jamesbrittenia candida är en flenörtsväxtart som beskrevs av O.M. Hilliard. Jamesbrittenia candida ingår i släktet Jamesbrittenia och familjen flenörtsväxter. Inga underarter finns listade i Catalogue of Life.